# Ascensión de las Heras
Ascensión de las Heras Ladera (Madrid, 22 de noviembre de 1964) es una técnica administrativa y política española de Izquierda Unida, empleada en la Empresa Municipal de la Vivienda y Suelo del Ayuntamiento de Madrid, diputada en las Cortes Generales.
Cuenta con estudios de Geografía e Historia. De las Heras está vinculada al movimiento ecologista y es desde 2007 portavoz en el Ayuntamiento de Collado Villalba de IU.
El 1 de octubre de 2011 fue elegida como número dos de Cayo Lara en la lista por Madrid a las elecciones generales de 2011 con el apoyo del 42,37% del Consejo Político Regional de Izquierda Unida Comunidad de Madrid frente a Caridad García que recibió el 40,68% de los votos.